# Guy de Mantoue
Pour les autres membres de la famille, voir Mantoue.
Guy Mantoue, en italien Guido Mantoue, est un noble italien né en 1290 et mort le 22 septembre 1369 à Mantoue. Il fut le second capitaine du peuple (capitano del Popolo) de la ville de Mantoue (région de Lombardie en Italie).

## Biographie
Guy, second fils de Louis Ier et de Richilde Ramberti, a 70 ans lorsqu'il succède à son père qui meurt en 1360. Selon les historiens, il a un visage plutôt blême et peu incisif. Cependant, son aspect cache un homme d'expérience formé aux affaires politiques depuis longtemps sous la houlette de son père.
Il fut d'abord podestat de Reggio d'Émilie en 1328, puis en fut seigneur tutélaire pour son père en 1335.
Depuis 1353, un conflit rongeait le nord de l'Italie : d'un côté les guelfes, c'est-à-dire les tenants du Pape, les Visconti seigneurs de Milan appuyés par Vérone et Gênes et même aidés sur mer par les Turcs, s'opposaient à une ligue gibeline (dite « anti-viscontienne ») formée des seigneuries et duchés soumis à l'empereur, et d'effectifs variables : tantôt Carrare, Florence, Sienne, Venise ou Mantoue en faisaient partie, sans oublier les troupes papales. Premier avatar mantouan : en février 1354, donc sous le règne de Louis Ier, pour avoir soutenu un « bâtard viscontien » qui s'était emparé de Vérone, les mantoue sont faits prisonniers et incarcérés jusqu'à ce que les Vénitiens les libèrent un mois plus tard. D'escarmouches en petits affrontements, le conflit continue de couver ou de flamber brièvement jusqu'au 14 octobre 1362 où Ugolino mantoue, fils de Guy et époux de la milanaise Catherine Visconti, est assassiné par des gibelins (peut-être son ou ses frères Louis et Francesco) lui reprochant son mariage « hérétique ». Barnabé Visconti, co-seigneur de Milan avec Galéas II, va nourrir une haine féroce contre la famille mantoue et « rapatrie » Catherine. Le territoire de Mantoue va être envahi par les troupes de Barnabé en avril 1368 puis la ville sera libérée de son siège, par l'empereur Charles IV, en mai. De défaite en déconfiture, Barnabé se voit contraint de signer la paix de Bologne, le 11 février 1369. Pour Mantoue et son capitaine général, Guy, le principal acquis de cette paix sera l'agrandissement de la seigneurie par le rattachement des fiefs de Cavriana, Castiglione delle Stiviere, Solférino, Volta, Medole et Ceresara.
Guy se mariera trois fois :
1. Sa première épouse, Agnès Pico, fille de François Ier, seigneur de la Mirandole, lui donnera deux filles :
  - Béatrice qui épousera, en 1335, le seigneur de Ferrare, Nicolas Ier d'Este,
  - Thomassina qui épousera, en 1340, le seigneur de Correggio, Azzo.
2. Sa deuxième épouse, en 1340, sera Camilla Beccaria de la famille des seigneurs de Pavie, avec laquelle il n'aura pas d'enfants.
3. Sa troisième épouse, en 1342, est Béatrice, fille d'Odoardo, Conte di Bari[1]. Ce comte est souvent identifié à Édouard Ier, comte de Bar, mais ce n'est pas certain et Bari est aussi le nom d'une ville italienne[2]. Béatrice lui donnera quatre enfants :
  - Ugolino qui, malgré ses trois mariages, n'aura qu'une fille pour descendance, et mourra assassiné en 1362,
  - Louis qui lui succèdera en qualité de capitaine du peuple et qui perpétuera la dynastie,
  - Francesco qui sera vicaire impérial et qui n'aura pas de descendance,
  - Margherita qui épousera, en 1350, Jacopino de Carrare, seigneur de Padoue.

Guy est décédé en 1369, dans sa 79e année, deux mois et demi après son fils Francesco mort assassiné.
Certains historiens pensent que Guy a été assassiné par son fils Louis qui serait aussi l'auteur du meurtre de Francesco. Il semble par contre avéré que Louis et Francesco sont les auteurs du meurtre de leur frère aîné Ugolino (d'où la fureur de Barnabé Visconti).